# NEC SX-9
SX-9 — векторный суперкомпьютер семейства SX японской компании NEC, представленный на рынке в первом квартале 2008 года.

## Описание

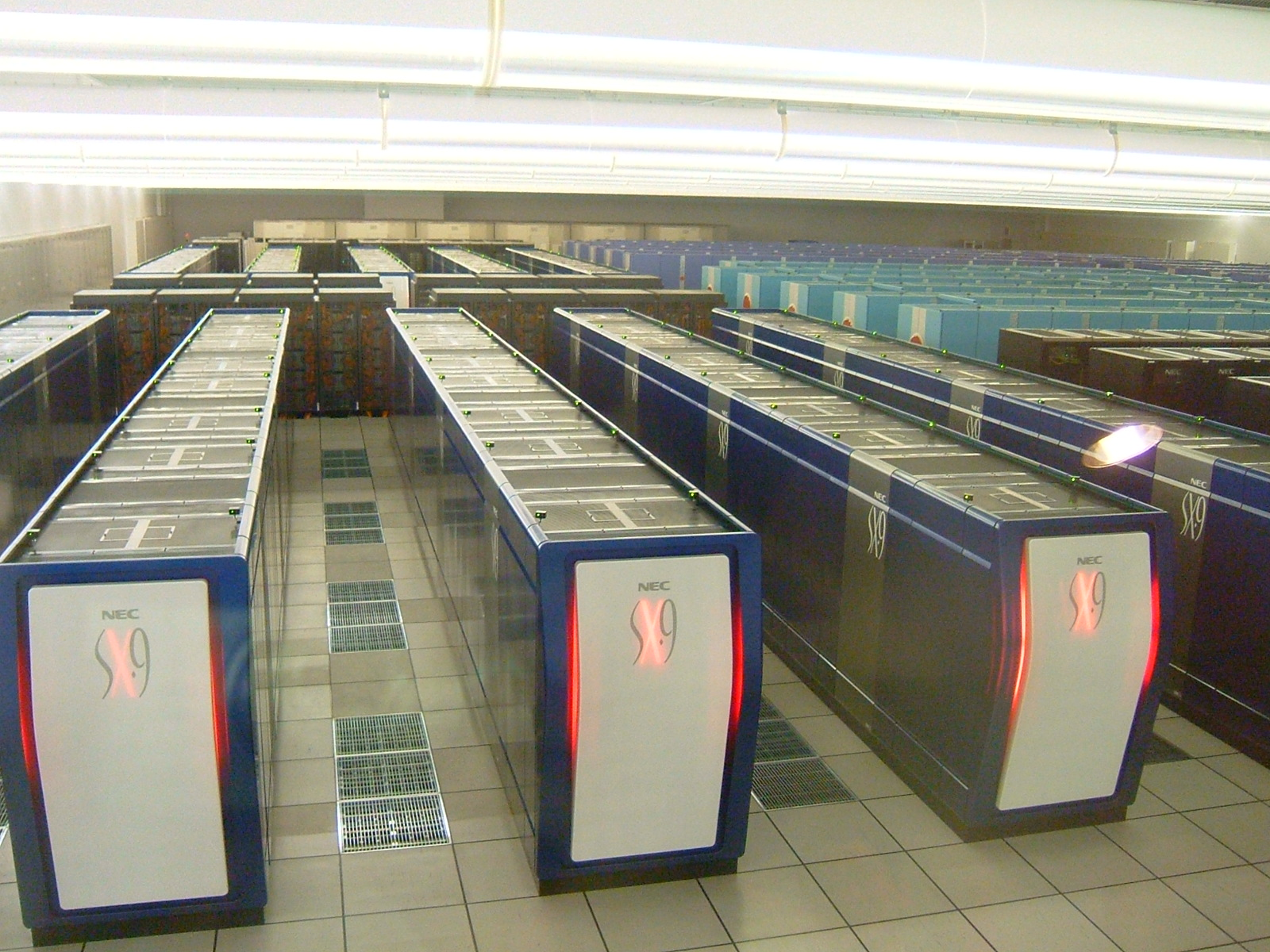
Стойки SX-9 суперкомпьютера Earth Simulator 2

SX-9 представляет собой многопроцессорную SMP-систему в виде компактного вычислительного узла. Процессоры узла представляют собой усовершенствованную версию процессора, использованного в предыдущей модели — SX-6. Процессоры SX-9 работают с тактовой частотой 3.2 ГГц, оснащены восемью векторными конвейерами, в каждом из которых имеется два блока умножения и два блока сложения. Пиковая производительность процессора составляет 102.4 GFLOPS. Для исполнения невекторизированного кода используется скалярный процессор, который работает с меньшей частотой — в двое ниже чем векторный модуль, то есть 1.6 ГГц.
Вычислительный узел суперкомпьютера SX-6 состоит из 16 процессоров и 1 Тбайта ОЗУ с пропускной способностью канала памяти 4 Тб/c. Каждый узел располагается в стойке с воздушным охлаждением по размерам равной стандартной стойке 42U. Сетевое соединение IXS Super-Switch между узлами имеет пропускную способность 2 x 128Гб/с. Система работает под управлением UNIX-подобной операционной системы SUPER-UX.
Суперкомпьютеры SX-9 поставляются в нескольких вариантах: от одиночного вычислительного узла SX-9/B с 4 процессорами до комплекса из 512 узлов (8.192 процессора) с пиковой производительностью 970 TFLOPS.

## Интересные факты
- Вторая, более мощная, версия суперкомпьютера Earth Simulator — Earth Simulator-2 построена на узлах модели SX-9.